# Santa Maria do Oeste
Santa Maria do Oeste is een gemeente in de Braziliaanse deelstaat Paraná. De gemeente telt 11.369 inwoners (schatting 2009).

## Aangrenzende gemeenten
De gemeente grenst aan Boa Ventura de São Roque, Campina do Simão, Goioxim, Palmital, Pitanga en Turvo.